# Kagiso
Kagiso (Setswana; deutsch „Frieden“) ist eine Townshipsiedlung in der südafrikanischen Provinz Gauteng. Sie gehört zur Local Municipality Mogale City im Distrikt West Rand.

## Geographie
2011 hatte Kagiso 115.802 Einwohner. Der Stadtteil liegt südlich von Krugersdorp. Im Nordosten schließt sich das Gewerbegebiet Chamdor an, in dem der Getränkehersteller SABMiller ein Werk betreibt.

## Geschichte
Der Stadtteil wurde 1920 von ehemaligen Bergleuten und Siedlern aus dem nordwestlich gelegenen Luipaardsvlei gegründet. Anfang der 1990er Jahre kam es wie an anderen Orten Südafrikas zu gewalttätigen Auseinandersetzungen zwischen Hostelbewohnern und anderen Einwohnern. Dem angereisten damaligen Erzbischof Desmond Tutu gelang es nicht, Frieden zu stiften.

## Verkehr
Die National Route 41, die Randfontein im Westen mit Johannesburg im Osten verbindet, führt im Süden durch Kagiso. Die R558 führt in Nord-Süd-Richtung von Krugersdorp über Kagiso bis zur Siedlung Hartebeestfontein bei Ennerdale an der National Route 1 in der Metropolgemeinde Johannesburg.

## Persönlichkeiten
- Frank Chikane (* 1951), Politiker und Pastor, lebte und arbeitete zeitweise in Kagiso
- Nomvula Mokonyane (* 1963), Politikerin, geboren in Kagiso